# Liste der Biografien/Holz
Liste der Biografien |
Portal Biografien |
Personensuche
# |
A |
B |
C |
D |
E |
F |
G |
H |
I |
J |
K |
L |
M |
N |
O |
P |
Q |
R |
S |
T |
U |
V |
W |
X |
Y |
Z |
?
 
Ha |
Hd |
He |
Hi |
Hj |
Hk |
Hl |
Hm |
Hn |
Ho |
Hr |
Hs |
Ht |
Hu |
Hv |
Hw |
Hy
 
Hoa |
Hob |
Hoc |
Hod |
Hoe |
Hof |
Hog–Hok |
Hol |
Hom |
Hon |
Hoo |
Hop |
Hoq |
Hor |
Hos |
Hot |
Hou |
Hov |
How |
Hox |
Hoy |
Hoz
 
Hola |
Holb |
Holc |
Hold |
Hole |
Holf |
Holg |
Holi |
Holj |
Holk |
Holl |
Holm |
Holn |
Holo |
Holp |
Holr |
Hols |
Holt |
Holu |
Holv |
Holw |
Holy |
Holz
Die Liste der Biografien führt alle Personen auf, die in der deutschsprachigen Wikipedia einen Artikel haben. Dieses ist eine Teilliste mit 515 Einträgen von Personen, deren Namen mit den Buchstaben „Holz“ beginnt.

## Holz
- Holz, Albert (1884–1954), deutscher Tier- und Landschaftsmaler der Düsseldorfer Schule
- Holz, Alvine (* 2004), deutsche Skispringerin
- Holz, Armin (* 1962), deutscher Theaterregisseur und Bühnenbildner
- Holz, Arno (1863–1929), deutscher Dichter und Dramatiker des Naturalismus
- Holz, August (1823–1899), deutsch-amerikanischer Unternehmer
- Holz, Bernhard (* 1964), deutscher Rennfahrer
- Holz, Brigitte (* 1954), deutsche Architektin, Städtebauarchitektin und Stadtplanerin
- Holz, Emil (1840–1915), deutscher Ingenieur der Eisenhüttenkunde und Industrieller
- Holz, Emil (1898–1967), schweizerischer Zitherspieler, Gitarrist und Komponist
- Holz, Emmy (1902–1923), estnische Balletttänzerin
- Holz, Eres (* 1977), israelisch-deutscher Komponist
- Holz, Fedor (* 1993), deutscher Pokerspieler und UnternehmerFedor Holz (* 1993)

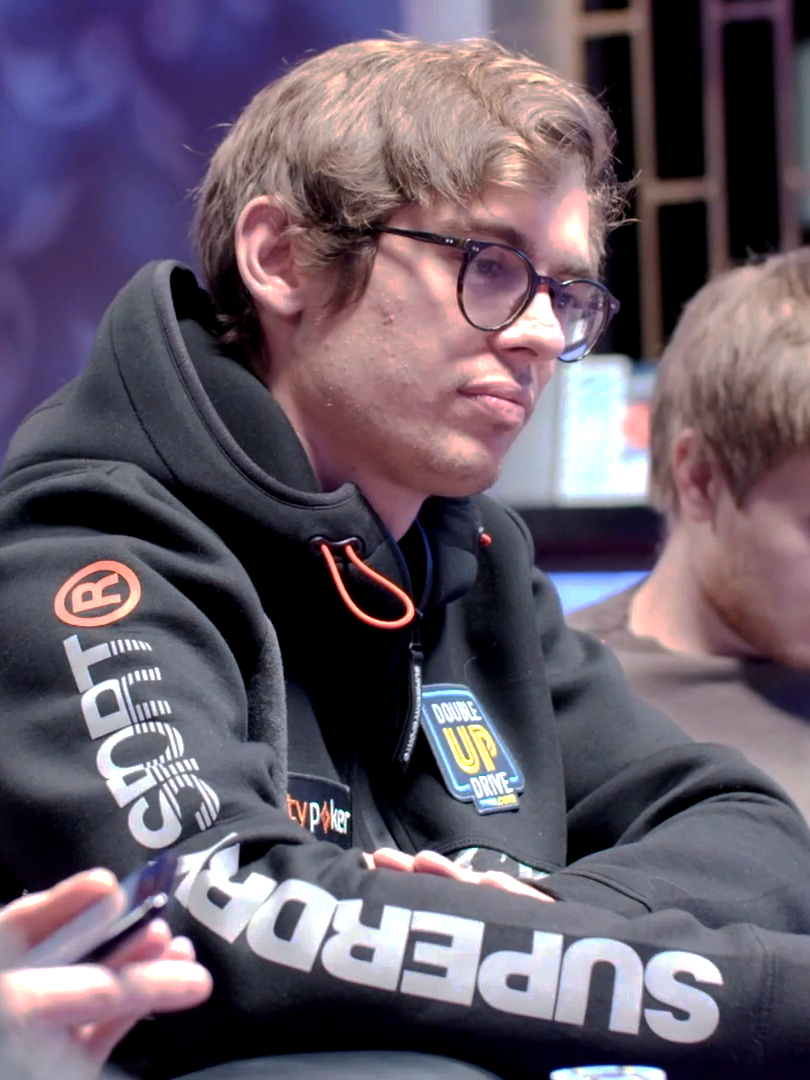
Fedor Holz (* 1993)

- Holz, Ferdinand Wilhelm (1799–1873), deutscher Architekt
- Holz, Frauke (* 1939), deutsche Juristin und ehemalige Richterin
- Holz, Friedel (1919–1941), deutscher Fußballspieler
- Holz, Georg (1863–1921), deutscher Philologe, Germanist, Literaturhistoriker und Professor
- Holz, Gerhard (1903–1988), deutscher Politiker (CDU), MdL
- Holz, Hans Heinz (1927–2011), deutscher marxistischer Philosoph
- Holz, Harald (1930–2024), deutscher Philosoph
- Hölz, Heribert (1942–2023), deutscher Entwicklungshelfer
- Holz, Ida (* 1935), uruguayische Ingenieurin, Informatikerin und Forscherin
- Holz, Joachim (* 1938), deutscher Radrennfahrer
- Holz, Joachim (* 1944), deutscher Politiker (CDU), MdVK, MdB
- Holz, Johann Daniel (1867–1945), deutscher Tier- und Landschaftsmaler
- Holz, Karl (1799–1858), österreichischer Violinist der Frühromantik
- Holz, Karl (1895–1945), deutscher Politiker (NSDAP), MdR, Gauleiter, SA-GruppenführerKarl Holz (1895–1945)

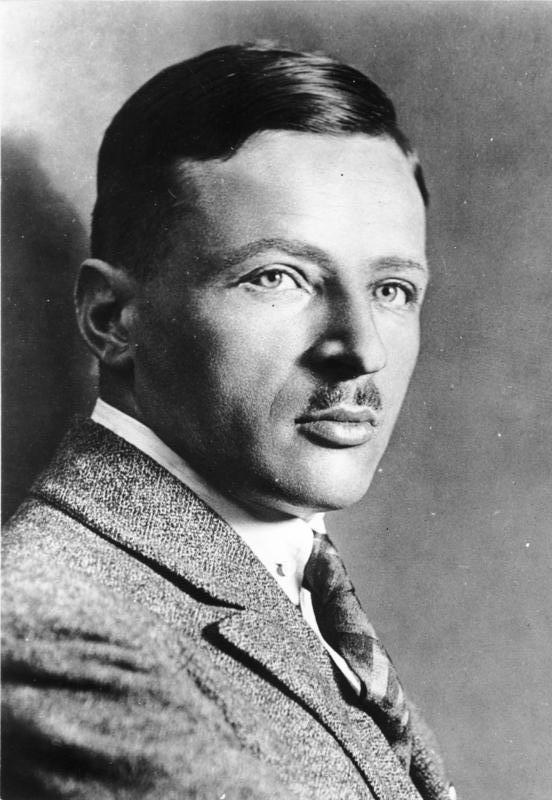
Karl Holz (1895–1945)

- Hölz, Karl (1942–2017), deutscher Romanist
- Holz, Klaus (* 1960), deutscher Soziologe und Antisemitismusforscher
- Holz, Manfred (1938–2014), deutscher Physiker
- Holz, Marco (* 1990), deutscher Fußballspieler
- Holz, Margret (* 1942), deutsche Bildende Künstlerin
- Holz, Nikolaus (1868–1949), deutscher Wasserbau- und Tiefbauingenieur sowie Hochschullehrer
- Holz, Otto (1902–1963), deutscher SED-Funktionär
- Holz, Paul (1883–1938), deutscher Zeichner
- Holz, Paul (1952–2017), deutscher Fußballspieler
- Hölz, Peter (* 1937), deutscher Verwaltungsbeamter; Oberstadtdirektor in Solingen und Düsseldorf
- Holz, Richard (1873–1945), deutscher Verwaltungsbeamter, Oberbürgermeister von Zwickau
- Holz, Romina (* 1988), deutsche Fußballspielerin
- Hölz, Sebastian (* 1972), deutscher Schauspieler
- Holz, Stefan (* 1967), deutscher Sportfunktionär, Werbeunternehmer und Unternehmensberater
- Holz, Thomas (* 1976), deutscher Politiker (CSU)
- Holz, Walter K. B. (1908–1993), deutscher Archivar
- Holz, Werner (1948–1991), deutscher Maler und Grafiker
- Hölz, Willi (1929–2010), deutscher Fußballtorwart
- Holz, Wolfgang (1936–2009), deutscher Schauspieler
- Holz-Averdung, Elisabeth (1911–1970), deutsche Malerin
- Holz-Mänttäri, Justa (* 1936), deutsche Sprachwissenschaftlerin und Übersetzerin
- Holz-Rau, Christian (* 1956), deutscher Verkehrswissenschaftler und Hochschullehrer
- Holz-Tetzlaff, Boris (* 1990), österreichischer Mountainbiker

### Holza
- Holzach, Dietrich (1836–1905), Schweizer Unternehmer
- Holzach, Emanuel Georg (1794–1844), Schweizer Unternehmer und Richter
- Holzach, Eucharius († 1521), Schweizer Politiker
- Holzach, Eucharius (1486–1558), Schweizer Arzt
- Holzach, Eucharius (* 1705), Schweizer Maler
- Holzach, Ferdinand (1869–1942), Schweizer Historiker
- Holzach, Ferdinand (1882–1942), Schweizer Ingenieur und Militär
- Holzach, Friedrich (1783–1818), Schweizer Unternehmer und Politiker
- Holzach, Georg (* 1963), deutscher Fernsehjournalist
- Holzach, Hans Cosmas († 1595), Schweizer Arzt
- Holzach, Hieronymus (* 1540), Schweizer Schultheiss
- Holzach, Hieronymus (1733–1793), Schweizer Maler
- Holzach, Johann Georg (1756–1816), Schweizer Pfarrer
- Holzach, Johann Konrad (1753–1826), Schweizer Pfarrer und Lehrer
- Holzach, Konrad († 1443), Schweizer Kleriker
- Holzach, Michael (1947–1983), deutscher Journalist und Buchautor
- Holzach, Onophrion († 1552), Schweizer Arzt und Politiker
- Holzach, Oswald († 1495), Basler Kaufmann und Politiker
- Holzach, Robert (1922–2009), Schweizer Bankmanager
- Holzach, Samuel (1536–1616), Schweizer Arzt und Professor
- Holzamer, Franz (1872–1945), deutscher Architekt, Unternehmer und Politiker (WP), MdR
- Holzamer, Hansjörg (1939–2019), deutscher Leichtathletik-Bundestrainer und Schriftsteller
- Holzamer, Karl (1906–2007), deutscher Philosoph, Pädagoge und Intendant des ZDF (1962 bis 1977)
- Holzamer, Wilhelm (1870–1907), deutscher Schriftsteller und Literaturkritiker
- Holzapfel, Bernhard, deutscher Physiker
- Holzapfel, Brigitte (* 1958), deutsche Hochspringerin
- Holzapfel, Carl (1865–1926), deutscher Landschaftsmaler
- Holzapfel, Carl Maria (1890–1945), deutscher Kulturfunktionär
- Holzapfel, Carl-Wolfgang (* 1944), deutscher Politaktivist, Opfer der Diktatur in der DDR
- Holzapfel, Christian (* 1937), deutscher Physiker
- Holzapfel, Dieter (* 1938), deutscher Politiker (SPD)Dieter Holzapfel (* 1938)

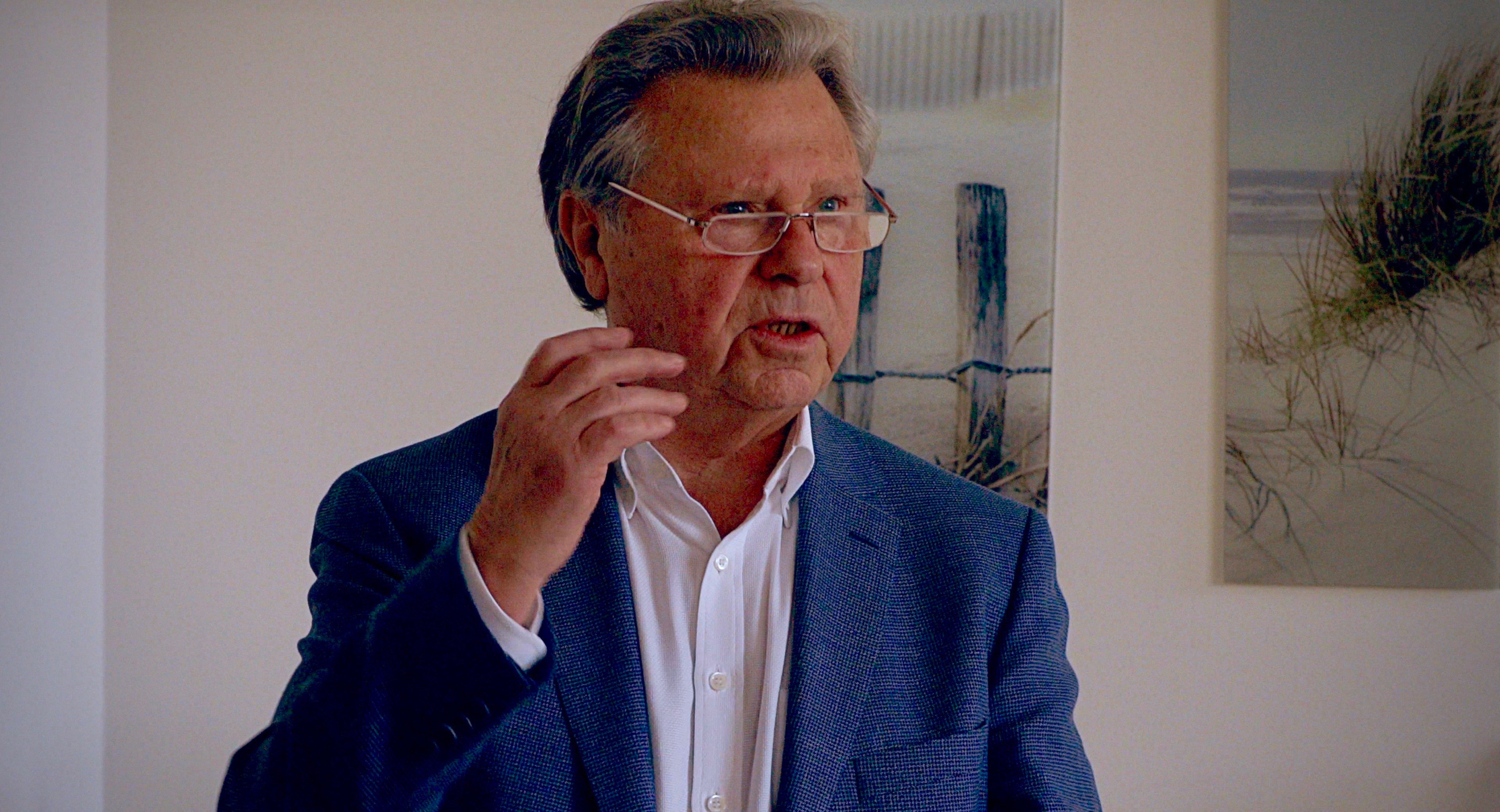
Dieter Holzapfel (* 1938)

- Holzapfel, Eduard (1853–1913), deutscher Geologe und Paläontologe
- Holzapfel, Elke (* 1945), deutsche Politikerin (CDU), MdB, MdL
- Holzapfel, Ernst-Albert (1936–2015), deutscher Unternehmer und Verbandsfunktionär
- Holzapfel, Eva (* 1947), deutsche Schauspielerin und Sängerin (Sopran/Mezzosopran)
- Holzapfel, Franz (1870–1954), deutscher Politiker (SPD)
- Holzapfel, Friederike (* 1978), deutsche Radio- und Fernsehmoderatorin
- Holzapfel, Friedrich (1900–1969), deutscher Politiker (CDU), MdL
- Holzapfel, Friedrich Wilhelm (1883–1943), deutscher Widerstandskämpfer, Mitglied des Provinziallandtages der Provinz Hessen-Nassau
- Holzapfel, Gerd (1906–1988), deutscher Jurist und Kommunalpolitiker
- Holzapfel, Hartmut (1944–2022), deutscher Politiker (SPD), MdL
- Holzapfel, Heinrich (* 1910), deutscher Pädagoge und Ministerialbeamter
- Holzapfel, Helmut (1914–1984), deutscher Theologe, Geistlicher, Journalist, Autor
- Holzapfel, Helmut (* 1941), südafrikanischer Opernsänger (Tenor)
- Holzapfel, Helmut (* 1950), deutscher Stadtplaner, Bauingenieur und Verkehrswissenschaftler
- Holzapfel, Heribert (1868–1936), deutscher Geistlicher, katholischer Theologe
- Holzapfel, Johann († 1747), schwäbischer Maurer und Baumeister von Sakralbauten in der Umgebung von Augsburg zu Zeiten des Barock
- Holzapfel, Johann Tobias Gottlieb (1773–1812), lutherischer Theologe, Orientalist und Hochschullehrer
- Holzapfel, Kai (* 1970), deutscher Schauspieler
- Holzapfel, Karl (1866–1942), deutscher Gynäkologe und Hochschullehrer
- Holzapfel, Klaus-Jürgen (1930–2025), deutscher Verleger
- Holzapfel, Kurt (1937–2022), deutscher Historiker
- Holzapfel, Leonhardt († 1620), italienischer Steinmetzmeister der Renaissance
- Holzapfel, Luise (1900–1963), deutsche Chemikerin
- Holzapfel, Maria Josepha von († 1761), Äbtissin von Heiligkreuztal
- Holzapfel, Nikolaus (1847–1920), deutscher Landwirt und Politiker (Zentrum), MdR
- Holzapfel, Olaf (* 1967), deutscher Künstler
- Holzapfel, Otto (* 1941), deutscher Volkskundler und philologisch orientierter Liedforscher
- Holzapfel, Riley (* 1988), kanadischer Eishockeyspieler
- Holzapfel, Rolf-Peter (1942–2024), deutscher Mathematiker
- Holzapfel, Rudolf Maria (1874–1930), österreichischer Psychologe und Philosoph
- Holzapfel, Rupert (1905–1960), deutsch-österreichischer Meteorologe
- Holzapfel, Tim (* 1997), deutscher Mittelstreckenläufer
- Holzapfel, Wilfried (* 1938), deutscher Physiker und Professor
- Holzapfel-Gomperz, Bettina (1879–1948), österreichisch-schweizerische Bildhauerin und Schriftstellerin
- Holzapffel, Jules (1826–1866), französischer Maler
- Holzapfl, Julian (* 1976), deutscher Historiker, Archivar und Autor
- Holzappel, Elisabeth Charlotte von (1640–1707), Gräfin von Holzappel und Fürstin von Nassau-Schaumburg
- Holzappel, Peter Melander von (1589–1648), Feldherr im Dreißigjährigen Krieg und kaiserlicher OberbefehlshaberPeter Melander von Holzappel (1589–1648)

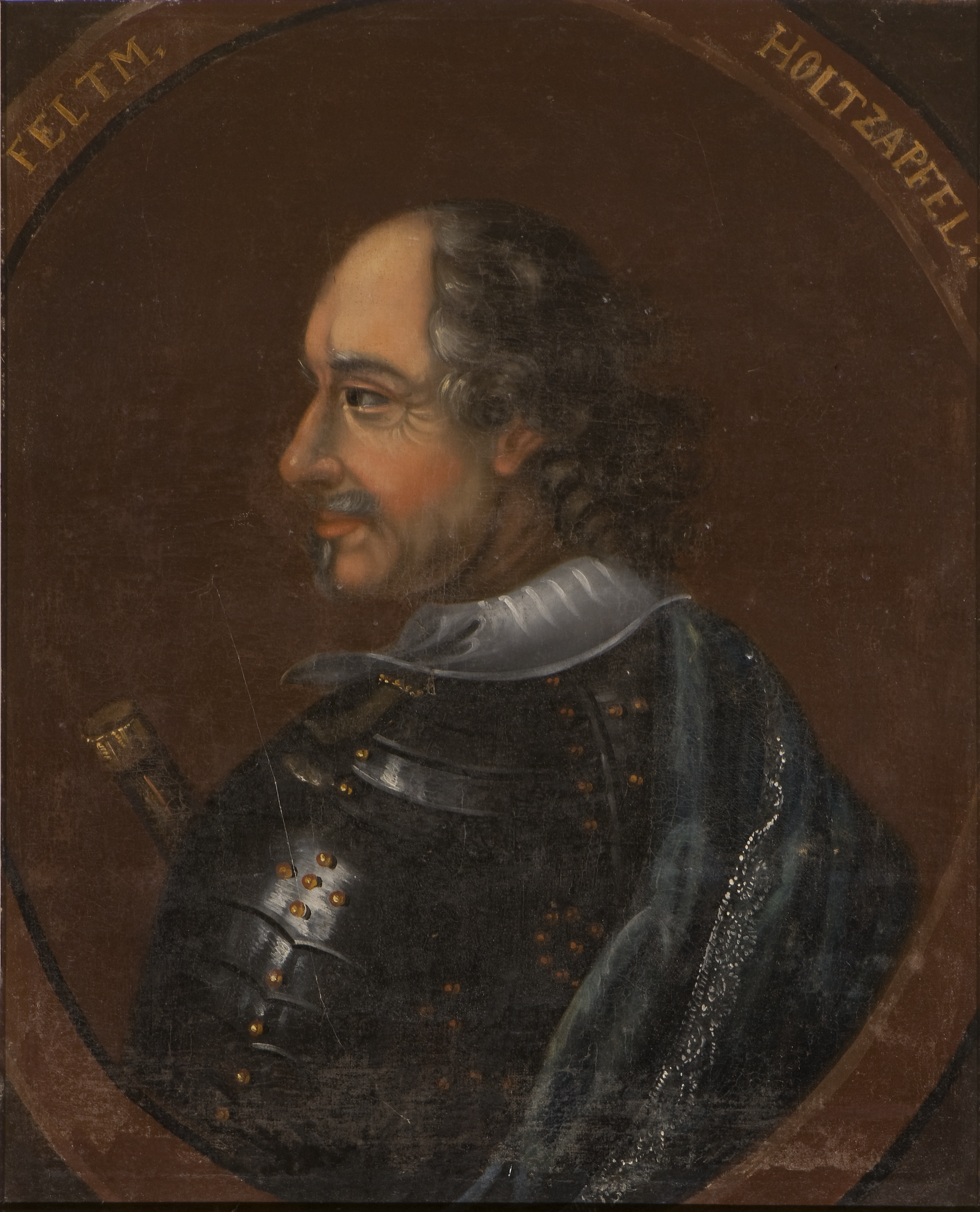
Peter Melander von Holzappel (1589–1648)

- Holzapple, Joseph R. (1914–1973), US-amerikanischer Offizier, Generalmajor der US-Army

### Holzb
- Holzbach, Alexander (* 1954), deutscher Ordensgeistlicher
- Holzbach, Markus (* 1969), deutscher Architekt, Verfahrens- und Werkstoffingenieur sowie Hochschullehrer
- Holzbächer, Werner (1917–1977), deutscher Kunsthandwerker
- Holzbauer, Georg (1928–1991), deutscher Politiker (CSU)
- Holzbauer, Hermann (* 1938), deutscher Bibliothekar
- Holzbauer, Ignaz († 1783), österreichischer Komponist
- Holzbauer, Wilhelm (1930–2019), österreichischer ArchitektWilhelm Holzbauer (1930–2019)

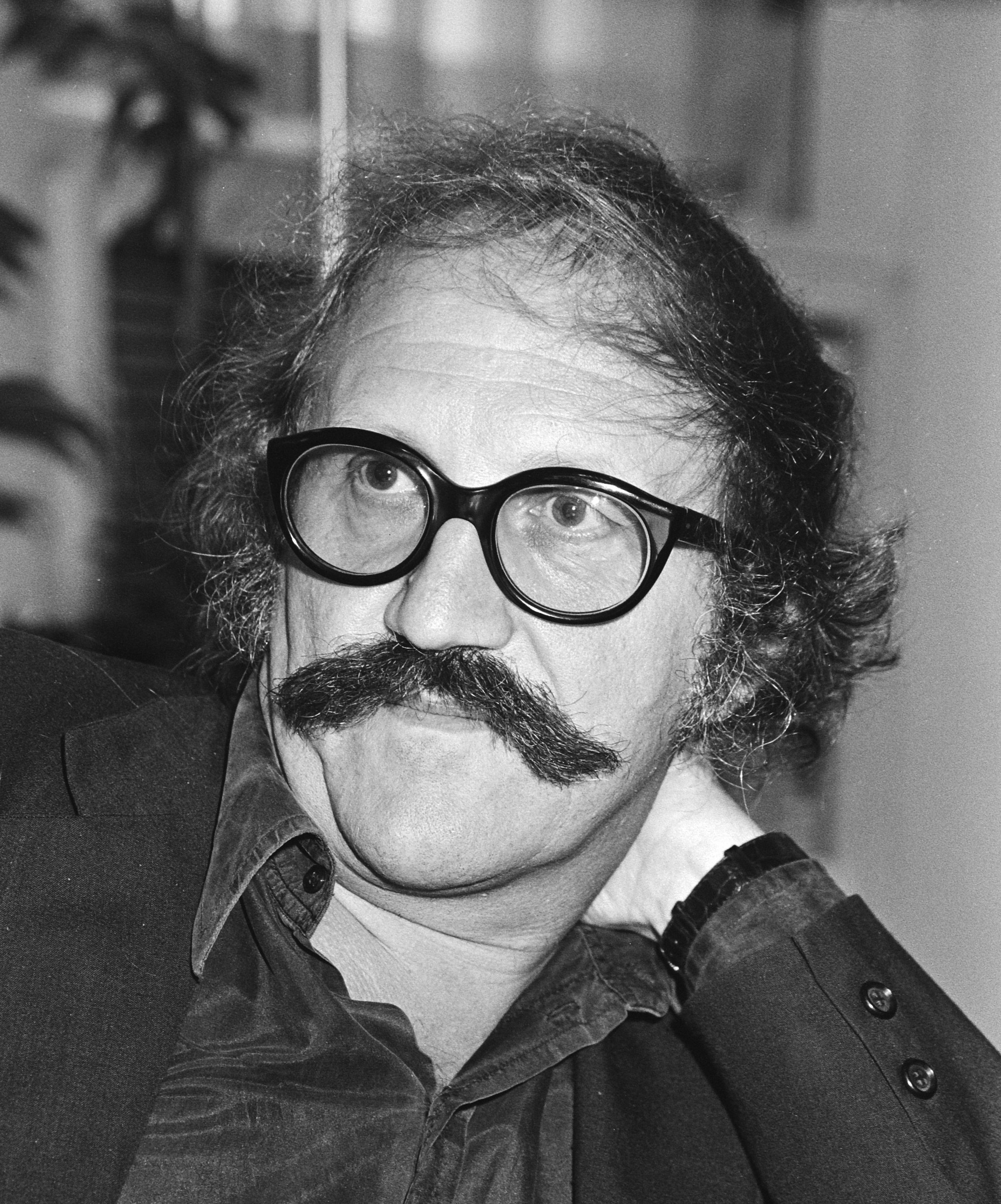
Wilhelm Holzbauer (1930–2019)

- Holzbaur, Erwin (1927–2010), deutscher Lehrer, Heimatpfleger, Kunstmaler und Kommunalpolitiker
- Holzbaur, Franz Xaver (1845–1912), deutscher Maler
- Holzbecher, Carl David (1779–1830), deutscher Theaterschauspieler und Sänger
- Holzbecher, Hans (* 1958), deutscher Schauspieler, Kabarettist sowie Kabarett-Regisseur
- Holzbecher, Oliver (* 1970), deutscher Fußballspieler
- Holzberg, Daniel (* 1990), deutscher Schauspieler
- Holzberg, Niklas (* 1946), deutscher Altphilologe
- Holzberger, Leonhard (1900–1987), deutscher Kommunalpolitiker
- Holzbogen, Johann Georg (1727–1775), deutscher Geiger und Komponist
- Holzborn, Klaus-Detlev, deutscher Autor und Eisenbahnfotograf
- Holzbrecher, Sebastian (* 1982), deutscher Kirchenhistoriker

### Holzd
- Holzdeppe, Raphael (* 1989), deutscher StabhochspringerRaphael Holzdeppe (* 1989)

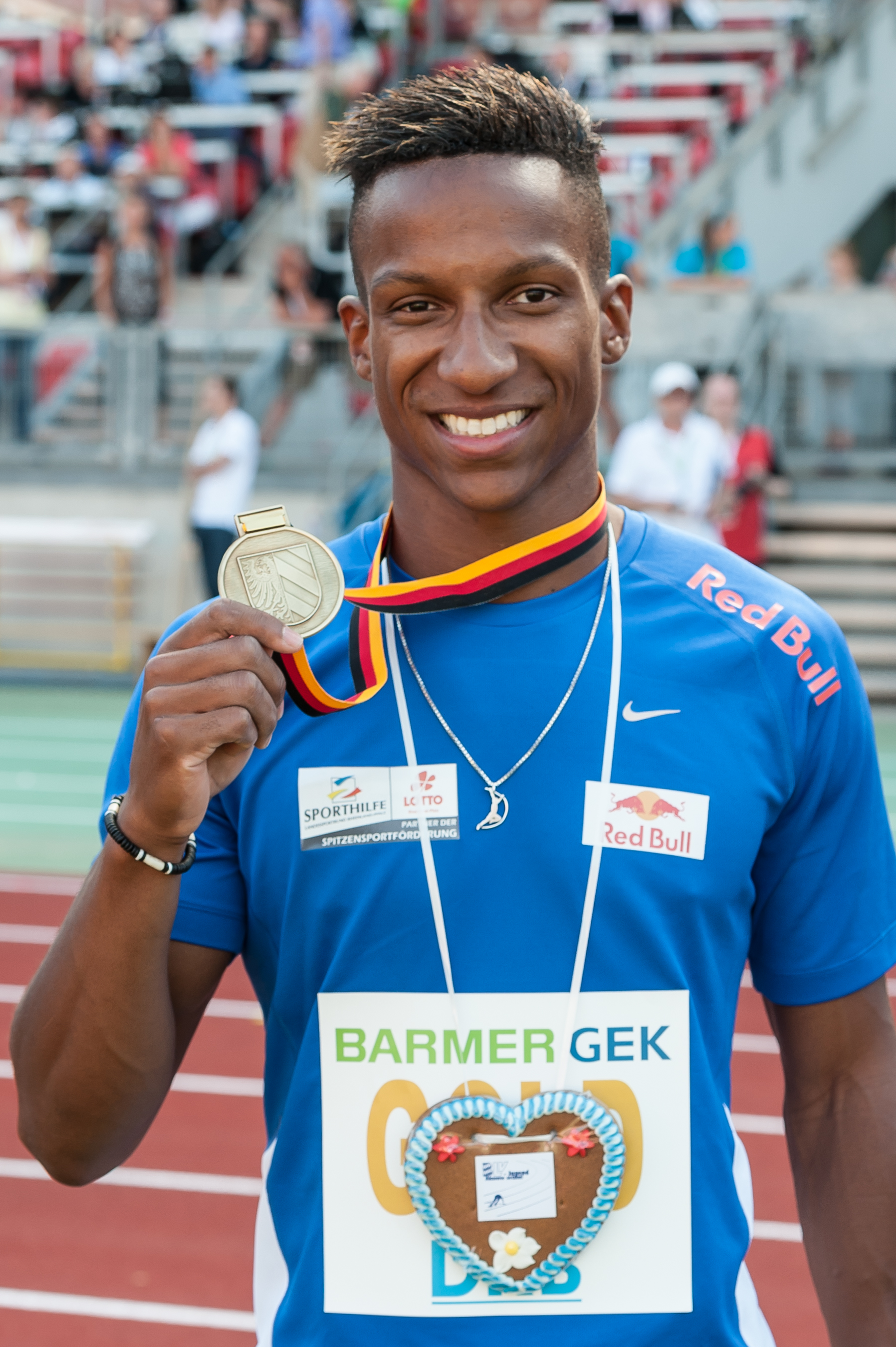
Raphael Holzdeppe (* 1989)

### Holze
- Holze, Christian (* 1988), deutscher Maler, Bildhauer und Installationskünstler
- Holze, Guido (* 1966), deutscher Musikwissenschaftler und Musikkritiker
- Holze, Heinrich (* 1955), deutscher Kirchenhistoriker
- Holze, Henry (1914–2008), deutscher lutherischer Theologe
- Holze, Jan (* 1981), deutscher Sportfunktionär
- Holze, Karl-Heinz (1930–2000), deutscher Fußballspieler (DDR)
- Holze, Rudolf (* 1954), deutscher Chemiker und Hochschullehrer
- Holze, Stefan (* 1966), deutscher Fußballspieler
- Holze-Stäblein, Oda-Gebbine (* 1942), deutsche lutherische Theologin
- Holzegel, Gustav, deutscher Mathematiker
- Holzegger, Ines (* 1993), österreichische Politikerin (NEOS), Abgeordnete zum Nationalrat
- Holzeisen, Renate (* 1966), italienische Politikerin (VITA) und Abgeordnete im Südtiroler Landtag
- Hölzel, Abraham († 1651), Kupferstecher, Kartograf und Künstler
- Hölzel, Adolf (1853–1934), österreichisch-deutscher MalerAdolf Hölzel (1853–1934)

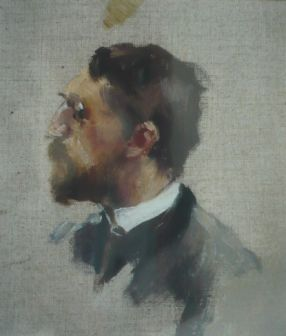
Adolf Hölzel (1853–1934)

- Hölzel, Antonia Eleonore (* 1992), deutsche Schauspielerin und Performerin
- Hölzel, August (1887–1944), deutscher Gewerkschafter und Politiker (SPD)
- Hölzel, Camillo (1908–1974), deutscher Antifaschist, KPD-Mitglied
- Hölzel, Christiane (* 1981), deutsche Ruderin
- Hölzel, Christin (* 1986), deutsche Volleyballspielerin
- Hölzel, Christina (* 1974), deutsche Tierärztin und Hochschullehrerin
- Hölzel, Christoph (1936–2015), bayrischer Beamter im Sozialministerium
- Hölzel, Eduard (1817–1885), österreichischer Buchhändler und Verleger
- Hölzel, Emil (1894–1973), österreichischer Major und Entomologe
- Hölzel, Herbert (1925–2008), österreichischer Bankier und Entomologe
- Hölzel, Max (1906–1941), österreichischer Politiker (NSDAP), MdR
- Hölzel, Norbert (* 1963), deutscher Physischer Geograph und Hochschullehrer
- Hölzel, Peter (1939–1990), deutscher Schauspieler
- Hölzel, Richard (1883–1934), österreichischer Gendarm
- Hölzel, Rico (* 1991), deutscher e-Sportler, Head-Coach, Chef-Scout, Analyst
- Holzem, Andreas (* 1961), deutscher Theologe und Hochschullehrer, Professor Kirchengeschichte in Tübingen
- Holzem, Sandro (* 2004), deutscher Automobilrennfahrer
- Hölzemann, Flavius (* 1992), deutscher Schauspieler
- Hölzemann, Hendrik (* 1976), deutscher Regisseur und Drehbuchautor
- Hölzemann, Mauricio (* 1994), deutsch-schweizerischer Schauspieler
- Hölzemann, Otto (1934–2019), deutscher Fußballspieler
- Holzemer, Reiner (* 1958), deutscher Regisseur, Produzent und Kameramann
- Hölzenbein, Bernd (1946–2024), deutscher FußballspielerBernd Hölzenbein (1946–2024)

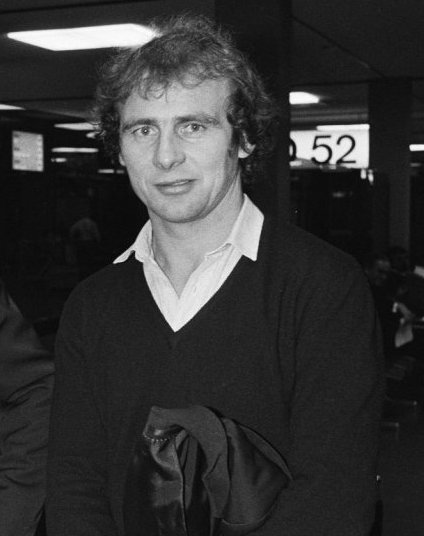
Bernd Hölzenbein (1946–2024)

- Hölzenbein, Werner (1939–2023), deutscher Fußballspieler
- Holzenkamp, Franz-Josef (* 1960), deutscher Politiker (CDU), MdB
- Holzenkamp, Winfried (* 1970), deutscher Kontrabassist und Tangomusiker
- Holzer, Adalbert (1881–1966), deutscher Maler und Illustrator
- Holzer, Adi (* 1936), österreichischer bildender Künstler
- Holzer, Alois M. (* 1976), österreichischer Meteorologe und Redakteur (ORF)
- Holzer, Andy (* 1966), blinder österreichischer Bergsteiger, Extremsportler und Vortragsreisender
- Holzer, Anna (1871–1952), österreichische Politikerin (CSP), Landtagsabgeordnete
- Holzer, Anton (* 1964), italienischer Herausgeber, Publizist, Ausstellungskurator (Südtirol)
- Hölzer, Axel (* 1963), deutscher Manager, Vorstandsvorsitzender und Finanzvorstand der Marseille-Kliniken AG
- Holzer, Barbara (* 1966), Schweizer Architektin und Hochschullehrerin
- Holzer, Carl Josef (1800–1885), deutscher Jurist und Politiker, MdR
- Holzer, Charlotte (1909–1980), deutsch-jüdische Widerstandskämpferin gegen den Nationalsozialismus, Krankenschwester
- Holzer, Christian (* 1979), deutscher Fußballspieler
- Holzer, Claudia (* 1968), österreichische Politikerin (FPÖ)
- Holzer, Dieter (1941–2016), deutscher Lobbyist im Umfeld der Leuna-Affäre
- Holzer, Fabian (* 1992), deutscher Badmintonspieler
- Holzer, Florian (* 1966), österreichischer Restaurant-Kritiker
- Holzer, Frank (* 1953), deutscher Fußballspieler und -trainer
- Hölzer, Fred (1931–2019), deutscher Fußballspieler, Unternehmer und Funktionär
- Holzer, Fridolin (1876–1939), deutscher Dichter
- Holzer, Fritz (1929–2000), österreichischer Schauspieler
- Holzer, Georg (* 1957), österreichischer Slawist und Indogermanist
- Holzer, Georg (* 1974), deutscher Dramaturg und Übersetzer
- Holzer, Gerhard (1912–1937), deutscher Widerstandskämpfer
- Holzer, Gerold (* 1957), österreichischer Orthopäde
- Hölzer, Gottlob August (1744–1814), deutscher Architekt, Hochschullehrer und sächsischer Baubeamter
- Holzer, Hans (1920–2009), US-amerikanischer Autor und Parapsychologe österreichischer Abstammung
- Holzer, Hedda (1895–1942), Opfer im KZ Auschwitz
- Holzer, Heini (1945–1977), italienischer Alpinist und Steilwandskifahrer
- Holzer, Heinz (* 1964), italienischer Skirennläufer
- Hölzer, Helmut (1912–1996), deutscher Computer- und RaketenpionierHelmut Hölzer (1912–1996)

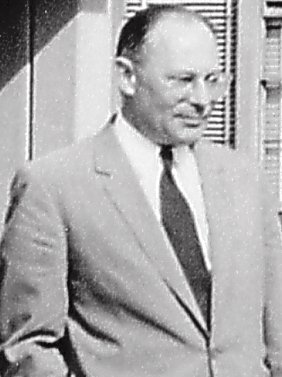
Helmut Hölzer (1912–1996)

- Holzer, Helmut (1921–1997), deutscher Biochemiker
- Holzer, Horst (1935–2000), deutscher Soziologie, Opfer des Radikalenerlasses
- Holzer, Jane (* 1940), US-amerikanische Schauspielerin
- Holzer, Jenny (* 1950), US-amerikanische Konzeptkünstlerin
- Holzer, Jerzy (1930–2015), polnischer Historiker, Publizist und Hochschullehrer
- Holzer, Jochen (1934–2019), deutscher Industriemanager
- Holzer, Johann (1753–1818), österreichischer Lied- und Singspielkomponist
- Holzer, Johann Evangelist (1709–1740), deutsch-österreichischer Maler des Rokoko
- Holzer, Josef, österreichischer Militär
- Holzer, Josef (1842–1895), österreichischer Politiker
- Holzer, Josef (1881–1946), österreichischer Dirigent
- Holzer, Joseph (1824–1876), österreichischer Maler
- Holzer, Katharina (* 1998), österreichische Volleyball- und Beachvolleyballspielerin
- Holzer, Korbinian (* 1988), deutscher EishockeyspielerKorbinian Holzer (* 1988)

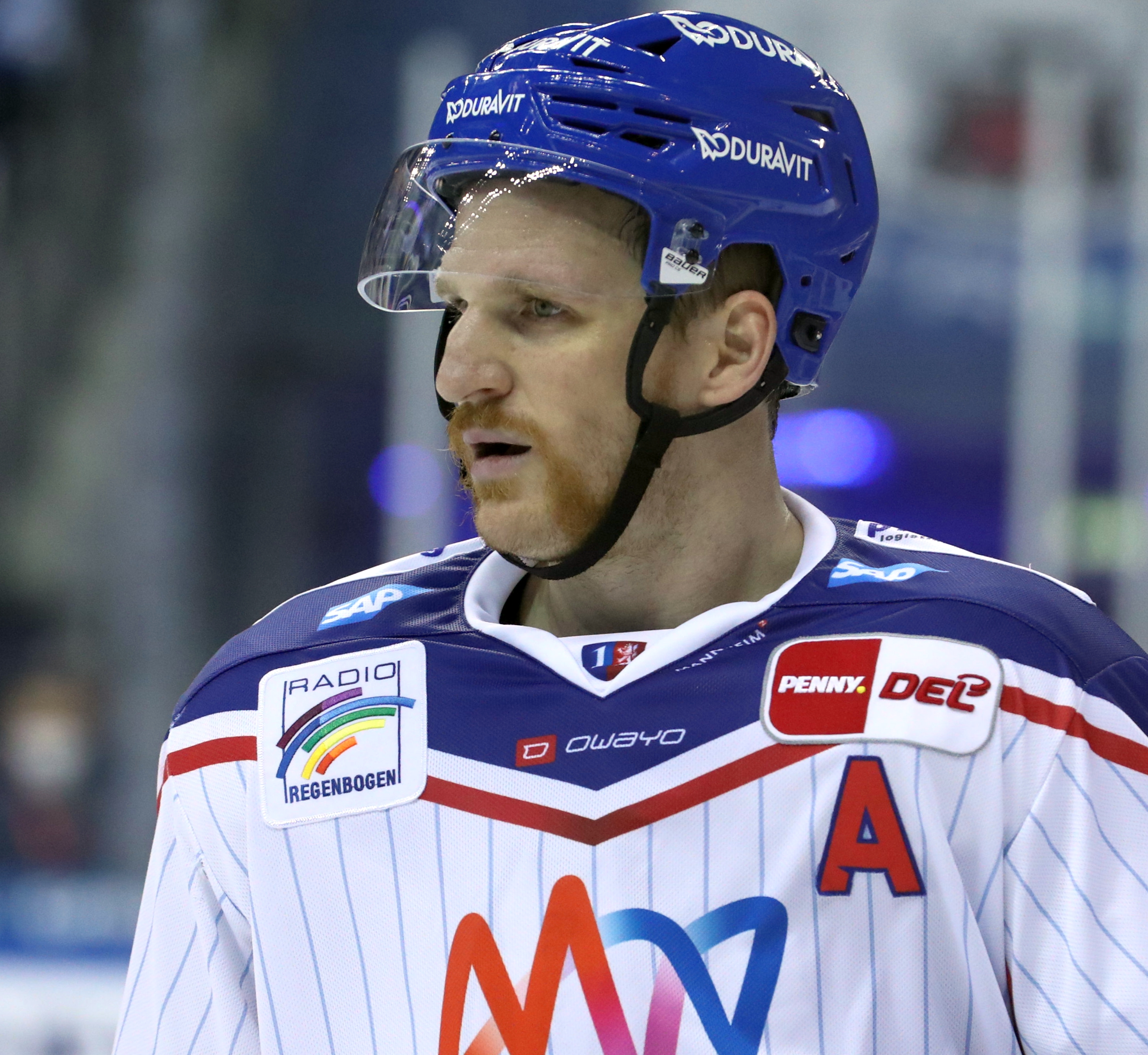
Korbinian Holzer (* 1988)

- Holzer, Kristine (* 1974), US-amerikanische Eisschnellläuferin
- Holzer, Ludwig (1891–1968), österreichischer Mathematiker und Hochschullehrer
- Holzer, Luise (* 1905), deutsche Leichtathletin
- Holzer, Marcel (* 1998), österreichischer Fußballspieler
- Holzer, Marco (* 1988), deutscher Automobilrennfahrer
- Holzer, Marie (1874–1924), österreichische Schriftstellerin und Journalistin
- Holzer, Mario (* 1986), österreichischer Fußballspieler
- Hölzer, Max (1915–1984), österreichischer Jurist, Autor und Lyriker
- Holzer, Max (* 2002), deutscher Mixed-Martial-Arts-Kämpfer
- Holzer, Norbert (1948–2020), deutscher Rechtswissenschaftler
- Holzer, Otmar (* 1939), österreichischer Politiker (ÖVP), Landtagsabgeordneter zum Vorarlberger Landtag
- Holzer, Otto (1874–1933), deutscher Architekt und Baubeamter
- Holzer, Patrick (* 1970), italienischer Skirennläufer
- Holzer, Peter J., österreichischer Sprach- und Übersetzungswissenschaftler
- Holzer, Rachel (1899–1998), polnisch-australische Schauspielerin des jiddischen Theaters
- Holzer, Reginarda (* 1942), deutsche Ordensschwester
- Holzer, Renzo (* 1952), Schweizer Eishockeyspieler und -trainer
- Holzer, Robert (* 1963), österreichischer Opernsänger (Bass)
- Holzer, Robert (* 1966), deutscher Fußballspieler
- Holzer, Rudolf (1875–1965), österreichischer Journalist und Schriftsteller
- Holzer, Sepp (* 1942), österreichischer Landwirt und Buchautor
- Holzer, Stefan (* 1963), deutscher Bauingenieur und Bauforscher
- Holzer, Stefanie (* 1961), österreichische Schriftstellerin und Journalistin
- Holzer, Thomas (* 1985), deutscher Autorennfahrer
- Holzer, Werner (1926–2016), deutscher Journalist und Publizist
- Holzer, Wolfgang († 1463), österreichischer Viehhändler, Kaufmann und Bürgermeister von Wien
- Holzer-Defanti, Constantin (1881–1951), österreichischer Bildhauer und Porzellanbildner
- Holzer-Graf, Gottfried (* 1950), österreichischer Organist und Universitätsprofessor
- Holzer-Siebert, Inge (1944–1971), österreichische Schauspielerin
- Hölzer-Weinek, Irene (1888–1965), österreichische Malerin und Grafikerin
- Hölzerkopf, Erwin (1873–1949), deutscher Politiker
- Hölzerlips (1776–1812), deutscher Holzwarenhändler und Räuberhauptmann
- Hölzermann, Ludwig (1830–1870), deutscher Offizier, Militärhistoriker und Numismatiker
- Holzermayr, Felix (1918–2001), österreichischer Offizier und Autor

### Holzf
- Holzfäller, Karl (1884–1945), deutscher Antifaschist, Berliner Stadtverordneter und Gründungsmitglied der KPD
- Holzfeind, Edmund (1897–1974), österreichischer Postangestellter und Politiker (SPÖ), Abgeordneter zum Nationalrat, Mitglied des Bundesrates
- Holzfurtner, Ludwig (* 1954), deutscher Historiker
- Holzfuß, Martin (1925–2012), deutscher Politiker (FDP) und Generalmajor der Bundeswehr

### Holzg
- Hölzgen, Willi (* 1963), deutscher Fußballspieler
- Holzgethan, Georg (1799–1860), österreichischer Verwaltungsjurist und Statistiker
- Holzgethan, Ludwig von (1800–1876), österreichischer Politiker und Ministerpräsident
- Holzgrabe, Ulrike (* 1956), deutsche Pharmazeutin und Chemikerin, Inhaberin des Lehrstuhls für Pharmazie und Lebensmittelchemie an der Julius-Maximilians-Universität Würzburg und Mitglied der Universitätsleitung
- Holzgreve, Katharina (* 1986), deutsche Volleyballspielerin
- Holzgreve, Wolfgang (* 1955), deutscher Frauenarzt, Wissenschaftler und Manager

### Holzh
- Holzhacker, Felix (* 2002), österreichischer Fußballspieler
- Holzhai, Georg (1571–1646), deutscher Jesuit
- Holzhaider, Hans (* 1946), deutscher Journalist
- Holzhalb, Adolf Rudolf (1835–1885), Schweizer Landschafts- und Vedutenmaler der Düsseldorfer Schule sowie Professor für Landschaftszeichnen am Polytechnikum Zürich
- Holzhalb, Beat (1693–1757), Schweizer Pietist
- Holzhalb, Hans Jakob (1720–1807), Schweizer Gelehrter
- Holzhalb, Johann Rudolf (1723–1806), Schweizer Zeichner, Kupferstecher, Radierer und Verleger
- Holzhammer, Alexander (* 1985), deutscher E-Sportler
- Holzhammer, Franz (1893–1958), deutscher Architekt und Baubeamter der Postbauschule
- Holzhammer, Ingrid (* 1947), österreichische Politikerin (SPÖ), Vize-Bürgermeisterin von Linz
- Holzhauer, Eduard (1852–1936), deutscher Vizeadmiral der Kaiserlichen Marine
- Holzhauer, Emanuel (1977–1977), deutscher Säugling, Opfer an der innerdeutschen Grenze
- Holzhauer, Heinz (* 1935), deutscher Jurist, Professor für Rechtsgeschichte
- Holzhauer, Tilman (* 1985), deutscher Kameramann
- Holzhäuer, Wilhelm (1894–1963), deutscher Unternehmer
- Holzhausen, Adolf (1868–1931), österreichischer Verleger und Buchhändler
- Holzhausen, Adolph von (1866–1923), deutscher Offizier und Stifter
- Holzhausen, Anton Ulrich von (1754–1832), Ratsherr und Bürgermeister in Frankfurt am Main
- Holzhausen, Bettina (* 1966), Schweizer Tänzerin, Choreografin und Tanzvermittlerin
- Holzhausen, Elena (* 1965), deutsche Kunsthistorikerin, Denkmalpflegerin sowie Diözesankonservatorin der Erzdiözese Wien
- Holzhausen, Hamman von (1467–1536), deutscher Politiker, Frankfurter Patrizier und Ratsherr
- Holzhausen, Jens (* 1963), deutscher Klassischer Philologe
- Holzhausen, Johann von († 1393), Ratsherr und Bürgermeister in Frankfurt am Main
- Holzhausen, Justinian von (1502–1553), Frankfurter Patrizier, Ratsherr und Bürgermeister
- Holzhausen, Lukas (* 1967), Schweizer Schauspieler
- Holzhausen, Olga von (1871–1944), österreichische Malerin
- Holzhausen, Rudolf (1889–1963), deutscher Diplomat
- Holzhausen, Ruth (* 1959), deutsche Volleyballspielerin
- Holzhausen, Walter (1896–1968), deutscher Kunsthistoriker und Museumsdirektor
- Holzhausen, Walther Freiherr von (1876–1935), deutscher Schachspieler
- Holzhausen, Wilhelm (1907–1988), deutscher Maler und Grafiker
- Holzhauser, Bartholomäus (1613–1658), Gründer der ersten Weltpriestergemeinschaft
- Holzhäuser, Karl Martin (* 1944), deutscher Fotograf und Hochschullehrer
- Holzhauser, Raphael (* 1993), österreichischer FußballspielerRaphael Holzhauser (* 1993)

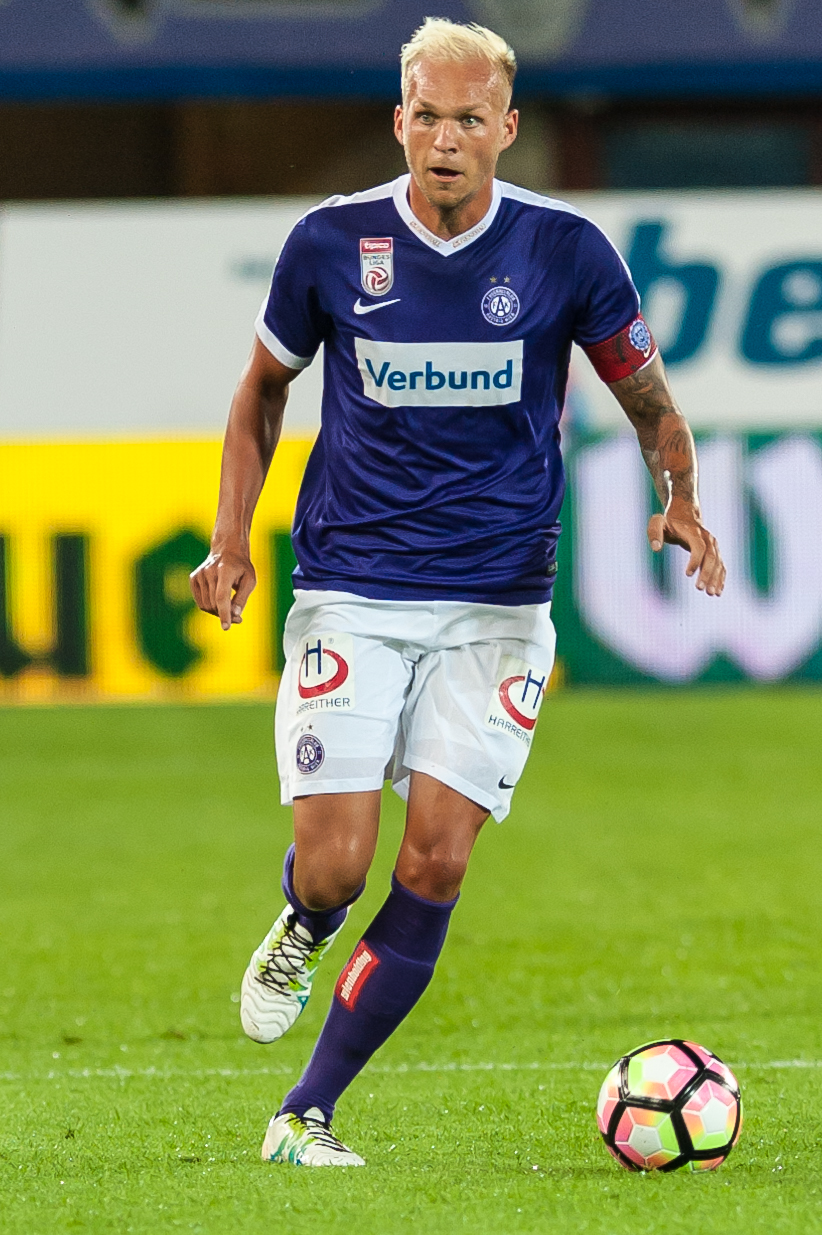
Raphael Holzhauser (* 1993)

- Holzhauser, Thorsten (* 1985), deutscher Historiker
- Holzhäuser, Wolfgang (* 1950), deutscher Fußballfunktionär
- Holzhay, Alexander (1722–1772), deutscher Orgelbauer
- Holzheid, Hildegund (* 1936), deutsche Juristin, Richterin und Gerichtspräsidentin
- Holzheimer, Gerd (* 1950), deutscher Schriftsteller
- Holzheimer, Hermann (1928–2012), deutscher Botschafter
- Holzheimer, Sacha (* 1964), deutsche Schauspielerin, Synchronsprecherin und Chansonsängerin
- Holzherr, Florian (* 1970), deutscher Fotograf
- Holzherr, Georg (1927–2012), Schweizer Ordensgeistlicher und Theologe, Abt von Einsiedeln
- Holzheu, Franz (1937–2006), deutscher Wirtschaftswissenschaftler und Hochschullehrer
- Holzheu, Harry (1934–2021), Schweizer Kommunikationstrainer und Sachbuchautor
- Holzheuer, Katherina (* 1941), deutsche Bibliothekarin
- Holzheuer-Rothensteiner, Bärbel (* 1948), deutsche Politikerin (Die Linke), MdA
- Holzhey, Anton (1875–1945), deutscher Papierfabrikant
- Holzhey, Franz Xaver (1885–1945), deutscher Hauptmann
- Holzhey, Hartmut (* 1957), deutscher Politiker (parteilos), Landrat des Thüringer Landkreises Saalfeld-Rudolstadt (2012–2014)
- Holzhey, Helmut (* 1937), Schweizer Philosoph
- Holzhey, Johann Michael (1729–1762), Maler und Freskant
- Holzhey, Johann Nepomuk (1741–1809), deutscher Orgelbauer
- Holzhey, Karl (1863–1943), deutscher römisch-katholischer Geistlicher, Theologe, Alttestamentler, Hochschullehrer
- Holzhey-Kunz, Alice (* 1943), Schweizer Psychotherapeutin
- Holzhüter, Bettina (* 1965), deutsche Fußballspielerin
- Holzhüter, Hanno (* 1988), deutscher Handballspieler
- Holzhüter, Ingrid (1936–2009), deutsche Politikerin (SPD), MdA, MdB

### Holzi
- Hölzig, Annegret (* 1997), deutsche Volleyballspielerin
- Hölzig, Franko (* 1965), deutscher Volleyball-Nationalspieler
- Hölzig, Paul (1911–1989), deutscher Puppenspieler
- Holzing, Herbert (1931–2000), deutscher Buchillustrator
- Holzing-Berstett, Max von (1867–1936), preußischer Generalmajor und Präsident der Fédération Équestre Internationale
- Holzinger, Andreas (* 1963), österreichischer Universitätsprofessor für Angewandte Informationsverarbeitung
- Holzinger, Brian (* 1972), US-amerikanischer Eishockeyspieler
- Holzinger, Brigitte (* 1962), österreichische Psychotherapeutin
- Holzinger, Carl von (1849–1935), böhmisch-österreichischer Klassischer Philologe
- Holzinger, Dieter O. (1941–2006), österreichischer Autor, Filmregisseur, Fernsehregisseur und Theaterregisseur
- Holzinger, Erich (1930–2019), österreichischer Politiker (ÖVP), Vorsitzender des Bundesrates
- Holzinger, Ernst (1893–1982), deutscher Richter und Präsident des Bayerischen Verfassungsgerichtshofes
- Holzinger, Ernst (1901–1972), deutscher Kunsthistoriker und Kurator
- Holzinger, Ferdinand Karl (1881–1938), deutscher Schriftsteller
- Holzinger, Florentina (* 1986), österreichische Choreografin und PerformancekünstlerinFlorentina Holzinger (* 1986)

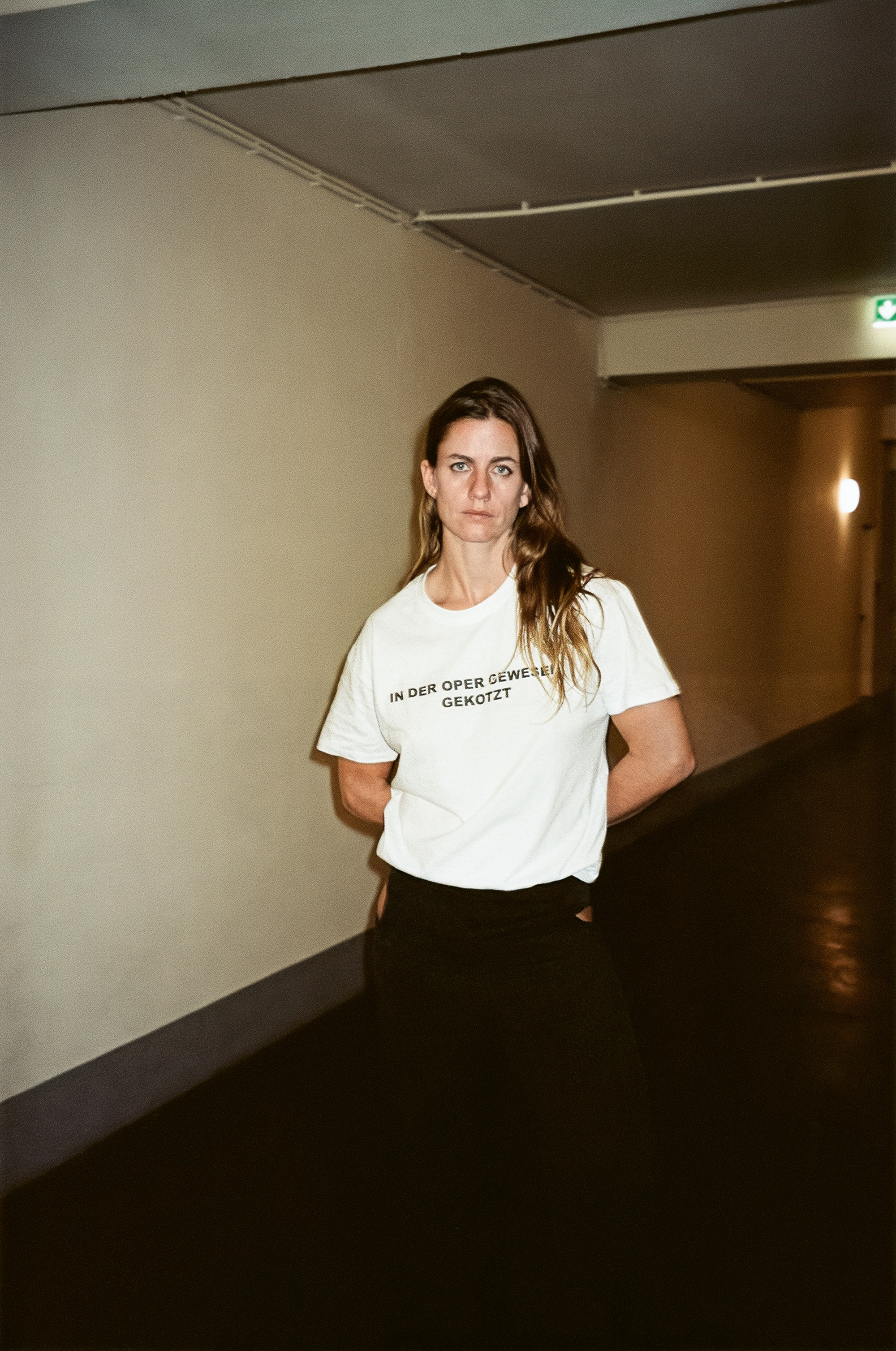
Florentina Holzinger (* 1986)

- Holzinger, Franz Josef (1691–1775), österreichischer Stuckateur und Bildhauer
- Holzinger, Gerhart (* 1947), österreichischer Verfassungsjurist, Präsident des Verfassungsgerichtshofs
- Holzinger, Gisela (1913–2004), deutsche Schauspielerin
- Holzinger, Ivo (* 1948), deutscher Politiker (SPD), Oberbürgermeister der Stadt Memmingen
- Hölzinger, Jochen (1942–2015), deutscher Ornithologe
- Holzinger, Johannes (* 1951), österreichischer römisch-katholischer Ordenspriester und Propst von St. Florian
- Hölzinger, Johannes Peter (* 1936), deutscher Architekt
- Holzinger, Katharina (* 1957), deutsche Politikwissenschaftlerin und Hochschullehrerin, Universitätsrektorin
- Holzinger, Koloman (1915–1978), österreichischer Ordensgeistlicher, Abtpräses der Benediktiner
- Holzinger, Michael (1920–1996), deutscher Schriftsteller in Banater Mundart
- Holzinger, Rudolf (1898–1949), österreichischer Maler
- Holzinger, Ulrike (* 1966), deutsche Juristin, Richterin am Bundesgerichtshof
- Holzinger, Walter (1957–2022), österreichischer Bautechniker, Bildhauer, Maler und Kulturwissenschaftler
- Holzinger-Burgstaller, Gerda (* 1979), österreichische Bankmanagerin
- Holzinger-Vogtenhuber, Daniela (* 1987), österreichische Politikerin (SPÖ, Liste Peter Pilz), Abgeordnete zum NationalratDaniela Holzinger-Vogtenhuber (* 1987)

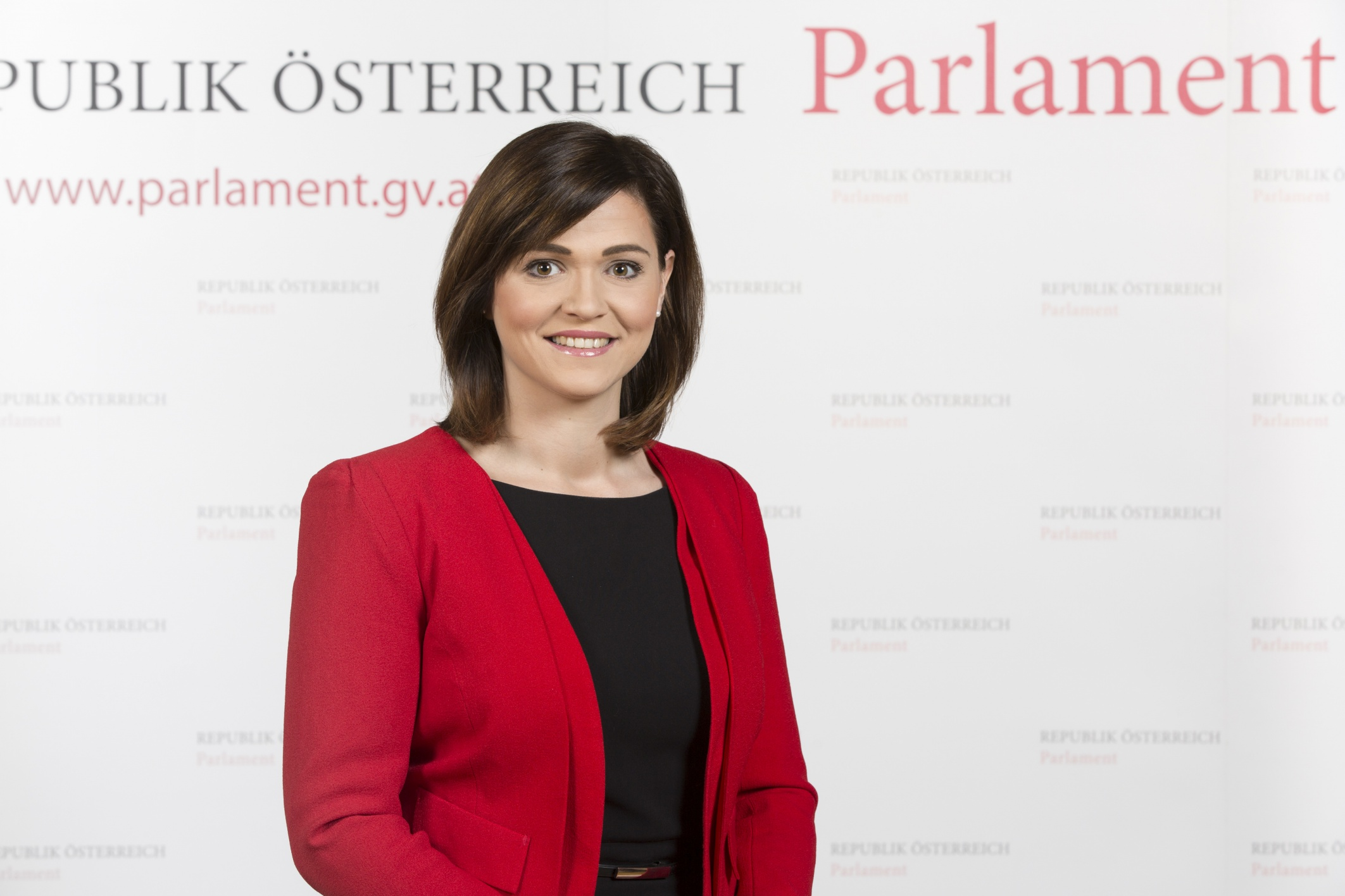
Daniela Holzinger-Vogtenhuber (* 1987)

### Holzk
- Holzkamp, Klaus (1927–1995), deutscher Hochschullehrer, Begründer der Kritischen Psychologie
- Holzkämper, Kurt (* 1971), deutscher Jazzmusiker
- Holzke, Frank (* 1971), deutscher Schachspieler und Richter
- Hölzke, Gerhard (1934–2022), deutscher Kanute
- Hölzke, Karl-Friedrich (1920–2012), deutscher Opernsänger (Tenor)
- Hölzke, Max († 1890), deutscher Richter und Parlamentarier
- Holzken, Alicia (* 1996), niederländische Boxerin
- Holzken, Nieky (* 1983), niederländischer Muay Thai / Kickboxer
- Holzki, Paul (1887–1960), deutscher Kameramann
- Holzklau, Jacob (1806–1866), deutscher Lederfabrikant und Politiker
- Holzknecht von Hort, Robert (1838–1918), österreichischer Verwaltungsjurist und Justizminister
- Holzknecht, Dominik (* 1993), österreichischer Naturbahnrodler
- Holzknecht, Elvira (* 1973), österreichische Naturbahnrodlerin
- Holzknecht, Guido (1872–1931), österreichischer Arzt und Pionier der Radiologie
- Holzknecht, Norbert (* 1976), österreichischer Skirennläufer
- Holzknechtseppl (1794–1828), österreichischer Räuberhauptmann

### Holzl
- Hölzl, Alfons (* 1968), deutscher Jurist und Sportfunktionär
- Hölzl, Alois (1845–1911), österreichischer Politiker
- Hölzl, Andreas (* 1985), österreichischer Fußballspieler
- Hölzl, Anton Franz (1874–1946), österreichischer Politiker (SdP), Abgeordneter zum Nationalrat
- Hölzl, Blasius († 1526), Sekretär und Rat Kaiser Maximilians I.
- Hölzl, Erik, österreichischer Wirtschaftspsychologe
- Hölzl, Florian (* 1985), deutscher Jurist und Politiker (CSU), MdL
- Hölzl, Franz (1825–1874), österreichischer Orgelbauer
- Hölzl, Franz Seraphin (1808–1884), österreichischer Komponist, Chorleiter und Kirchenmusiker
- Hölzl, Hans (1924–2005), deutscher Politiker (SPD), MdL
- Hölzl, Johann Evangelist (1716–1765), deutscher Maler des Rokoko
- Hölzl, Josef (1901–1975), deutscher Jurist, Beamteter Staatssekretär
- Hölzl, Josef (1925–2022), österreichischer Warenkundler
- Hölzl, Josef (1929–2013), deutscher Pharmazeut und Hochschullehrer
- Hölzl, Kathrin (* 1984), deutsche SkirennläuferinKathrin Hölzl (* 1984)

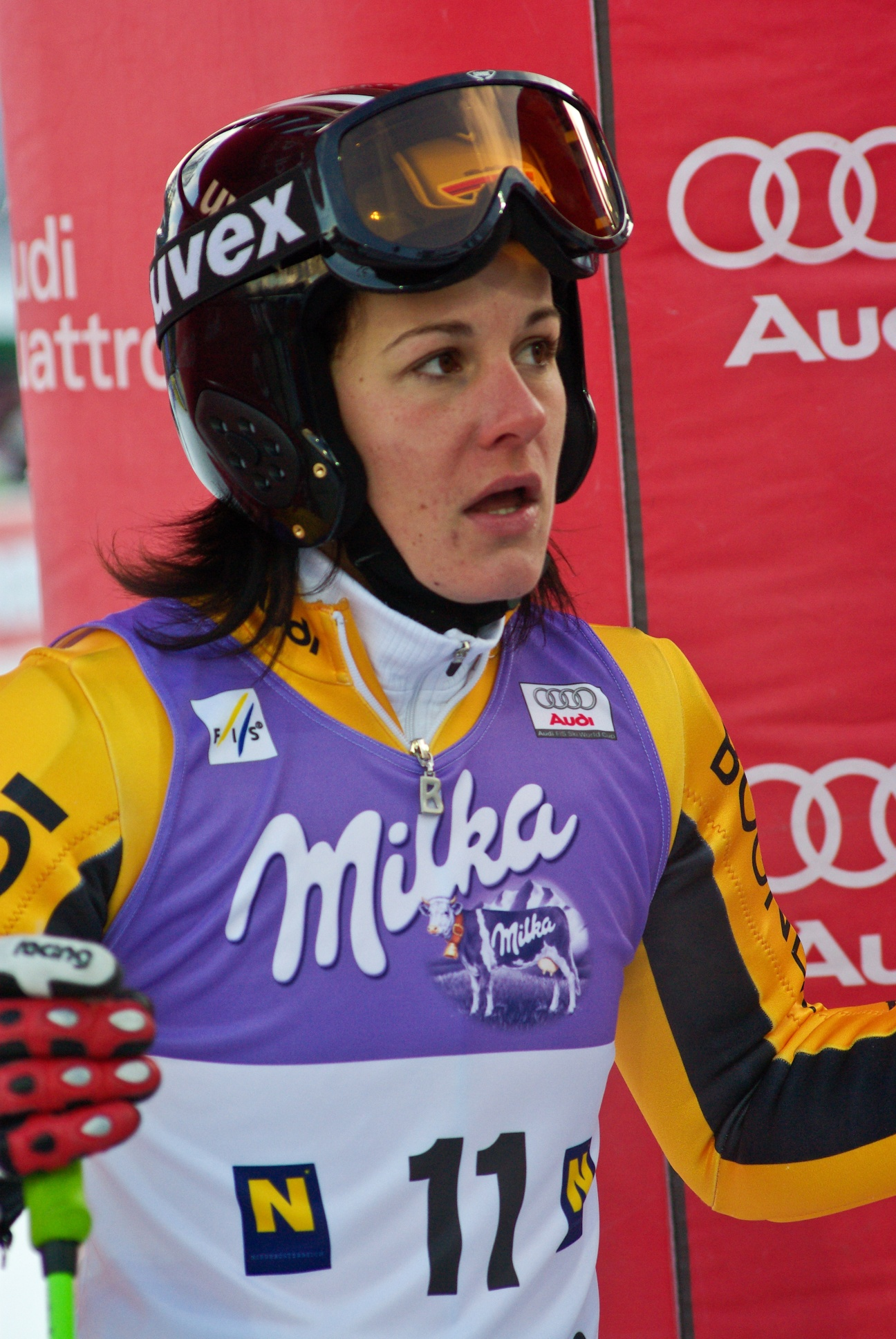
Kathrin Hölzl (* 1984)

- Hölzl, Kreszenzia (1893–1958), österreichische Politikerin (SPÖ) und die erste Bürgermeisterin Österreichs, Landtagsabgeordnete
- Hölzl, Manfred (1941–2003), deutscher Politiker (CSU), MdL
- Hölzl, Markus (1936–1980), deutsches Mordopfer
- Hölzl, Norbert (* 1942), österreichischer Buch- und TV-Autor und ehemaliger Referatsleiter im ORF
- Hölzl, Otto (1897–1977), deutscher Bergmann und Paläontologe
- Hölzl, Peter (1751–1827), österreichischer Orgelbauer
- Hölzl, Simon († 1868), österreichischer Orgelbauer
- Hölzl, Ulrike (* 1975), österreichische Snowboarderin
- Hölzl, Yannick (* 1997), deutscher Handballspieler
- Hölzle, Daniel (* 1981), Schweizer Politiker (Grüne)
- Hölzle, Ernst (1913–1970), deutscher Politiker (SPD), MdB
- Hölzle, Erwin (1901–1976), deutscher Historiker
- Hölzle, Frank (* 1968), deutscher Mund-, Kiefer-, Gesichtschirurg
- Hölzle, Katharina, deutsche Wirtschaftswissenschaftlerin und Technologie- und Innovationsforscherin
- Hölzle, Kathrin (* 1973), deutsche Schriftstellerin
- Hölzle, Urs, Schweizer Informatiker
- Holzlechner, Veit (1574–1642), Seidensticker, Bürgermeister von Wittenberg
- Hölzlein, Manfred (* 1942), deutscher Jurist und Politiker (CSU)
- Holzleithner, Elisabeth (* 1970), österreichische Juristin und Universitätsprofessorin für Rechtsphilosophie und Legal Gender Studies an der Universität Wien
- Holzleitner, Eva-Maria (* 1993), österreichische Politikerin (SPÖ), Bundesministerin für Frauen und Wissenschaft, Abgeordnete zum NationalratEva-Maria Holzleitner (* 1993)

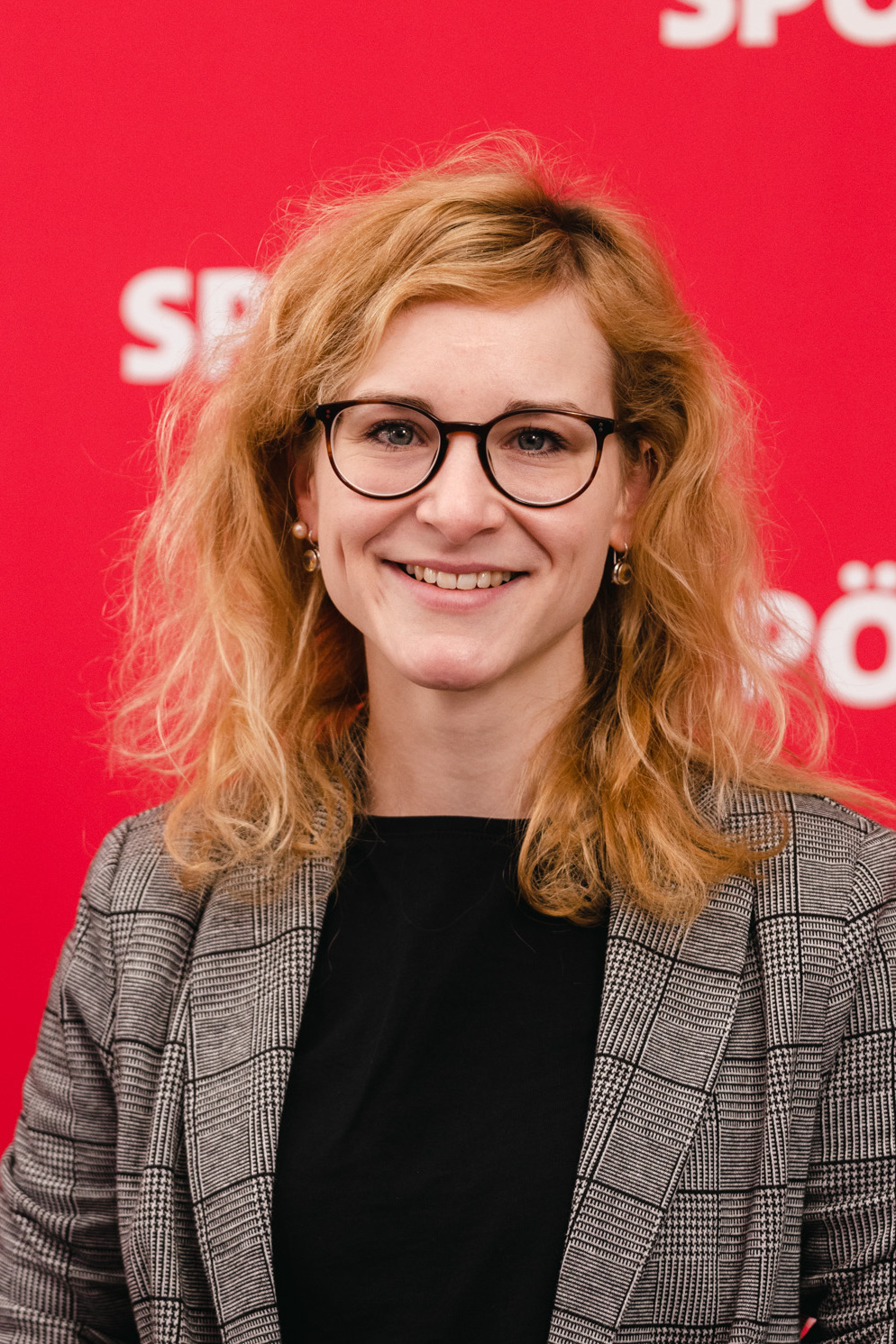
Eva-Maria Holzleitner (* 1993)

- Hölzlin, Friedrich (1890–1983), deutscher Schauspieler und Regisseur
- Holzlöhner, Ernst (1899–1945), deutscher Physiologe und Hochschullehrer

### Holzm
- Holzmacher, Gerda (1915–1980), deutsche SED-Funktionärin
- Holzmaier, Josef (1809–1859), deutscher Historienmaler
- Holzmair, Eduard (1902–1971), österreichischer Numismatiker und Geldhistoriker
- Holzmair, Wolfgang (* 1952), österreichischer Opern- und Operettensänger (Bariton)
- Holzmaister, Ludwig Vincent (1849–1923), US-amerikanischer Fabrikant und Mäzen
- Holzman, Adam (* 1958), US-amerikanischer Jazzmusiker
- Holzman, Adam (* 1960), US-amerikanischer klassischer Gitarrist
- Holzman, Helene (1891–1968), deutsche Malerin und Autorin
- Holzman, Jac (* 1931), US-amerikanischer Geschäftsmann
- Holzman, Malcolm (* 1940), US-amerikanischer Architekt
- Holzman, Red (1920–1998), US-amerikanischer Basketballtrainer und -spieler
- Holzman, Winnie (* 1954), US-amerikanische Drehbuchautorin, Produzentin und Darstellerin
- Holzmann, Arthur (1880–1969), deutscher Politiker (NSDAP), MdR
- Holzmann, Benedikt (* 1991), deutscher Telemarker
- Holzmann, Carl (1849–1914), österreichischer Architekt
- Holzmann, Ernst (* 1963), österreichischer Beamter und Politiker (SPÖ), Landtagsabgeordneter
- Holzmann, Felix (1921–2002), tschechischer Komiker
- Holzmann, Georg (1791–1893), Landwirt und Abgeordneter
- Holzmann, Georg (* 1961), deutscher Eishockeyspieler und -trainer
- Holzmann, Gerard (* 1951), niederländischer Informatiker
- Holzmann, Giorgio (* 1957), italienischer Politiker (Südtirol), Mitglied der Camera dei deputati
- Holzmann, Gustav (1825–1903), Jurist, Reichstagsabgeordneter
- Holzmann, Gustav (1926–1973), österreichischer Wirtschafts- und Sozialgeograph, Historiker und Publizist
- Holzmann, Horst (1930–2014), deutscher Radsportler
- Holzmann, Johann Philipp (1805–1870), Bauunternehmer und Gründer der Baufirma Philipp Holzmann AG
- Holzmann, Johanna (* 1995), deutsche Telemarkerin und Skicrosserin
- Holzmann, Josef (* 1964), deutscher Radrennfahrer
- Holzmann, Joseph Alois (1762–1815), österreichischer Organist und Komponist
- Holzmann, Manuel (* 1999), österreichischer Fußballspieler
- Holzmann, Marcel (* 1990), österreichischer Fußballspieler
- Holzmann, Max (1899–1994), Schweizer Kardiologe
- Holzmann, Michael (1860–1930), österreichischer Bibliothekar, Bibliograf und Lexikograf
- Holzmann, Olly (1916–1995), österreichische Eiskunstläuferin, Tänzerin und Filmschauspielerin
- Holzmann, Philipp (1836–1904), deutscher Bauunternehmer
- Holzmann, Robert (* 1949), österreichischer Wirtschaftswissenschaftler
- Holzmann, Rodolfo (1910–1992), peruanischer Komponist, Musikpädagoge und -wissenschaftler
- Holzmann, Sebastian (* 1993), deutscher Skirennläufer
- Holzmann, Thomas (* 1987), deutscher Eishockeyspieler
- Holzmann, Wilhelm (1842–1913), deutscher Bauunternehmer
- Holzmann, Wilhelm (1878–1949), deutscher Neurologe, Hochschullehrer, MdHB und NS-Funktionär
- Holzmayer, Sylvia (1940–2002), österreichische Opernsängerin und Schauspielerin
- Holzmeier, Wilhelm (1864–1917), deutscher Lehrer, Redakteur und Politiker (SPD)
- Holzmeister, Clemens (1886–1983), österreichischer ArchitektClemens Holzmeister (1886–1983)

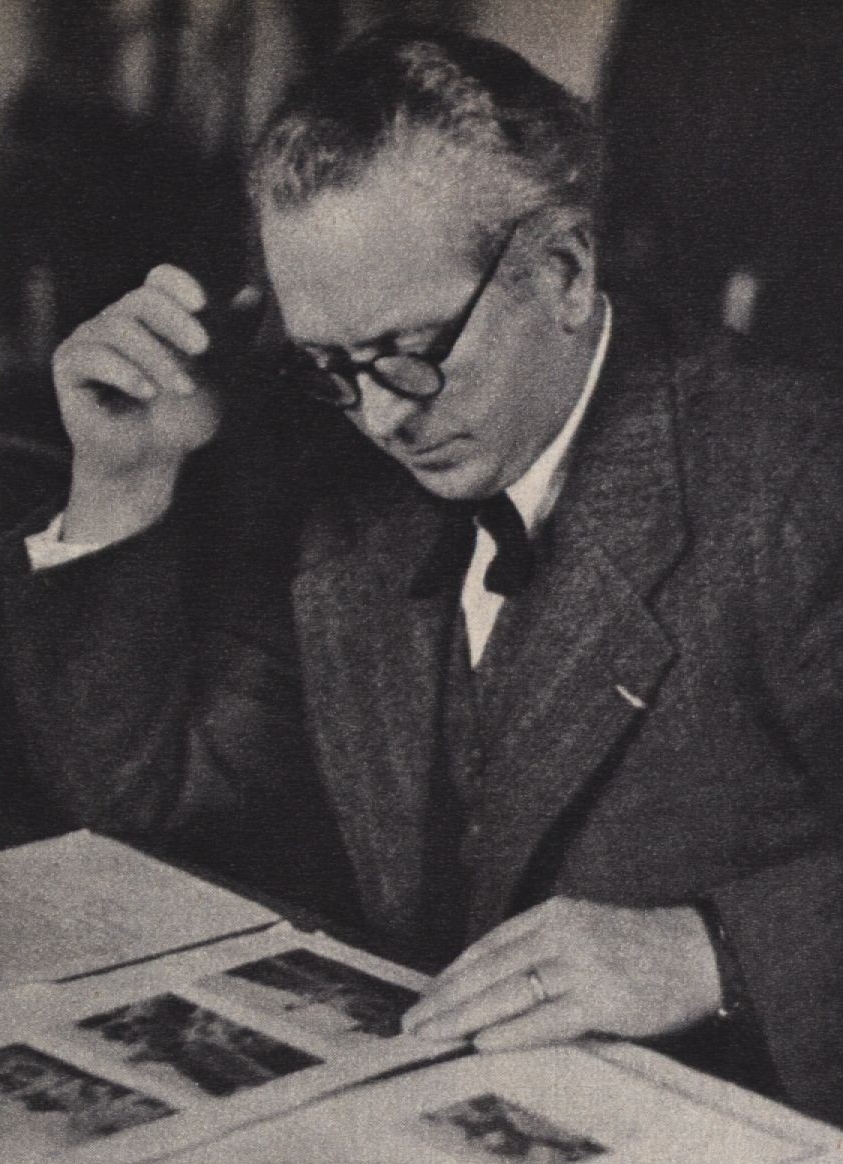
Clemens Holzmeister (1886–1983)

- Holzmeister, Judith (1920–2008), österreichische Schauspielerin
- Holzmeister, Lieselotte (1921–1994), deutsche Verlegerin und Politikerin (CDU), MdB
- Holzmeister, Urban (1877–1953), österreichischer Theologe und Jesuit
- Holzmüller, Gustav (1844–1914), deutscher Mathematiker
- Holzmüller, Hans (* 1920), deutscher Fußballspieler
- Holzmüller, Lara (* 2000), deutsche Judoka, Medaillengewinnerin bei Special Olympics World Summer Games
- Holzmüller, Tobias (* 1975), deutscher Jurist, Verbandsfunktionär, Manager und Vorstand der GEMA
- Holzmüller, Werner (1912–2011), deutscher Physiker
- Holzmüller, Willy (1931–2021), deutscher Fußballspieler

### Holzn
- Holznagel, Bernd (* 1957), deutscher Rechtswissenschaftler
- Holznagel, Reiner (* 1976), deutscher Politikwissenschaftler und Präsident des Bundes der Steuerzahler
- Holznagel, Renate (* 1949), deutsche Politikerin (CDU), MdL
- Holzner, Andrea (* 1964), österreichische Politikerin (ÖVP)
- Holzner, Carola (* 1982), deutsche Medizinerin und WebvideoproduzentinCarola Holzner (* 1982)

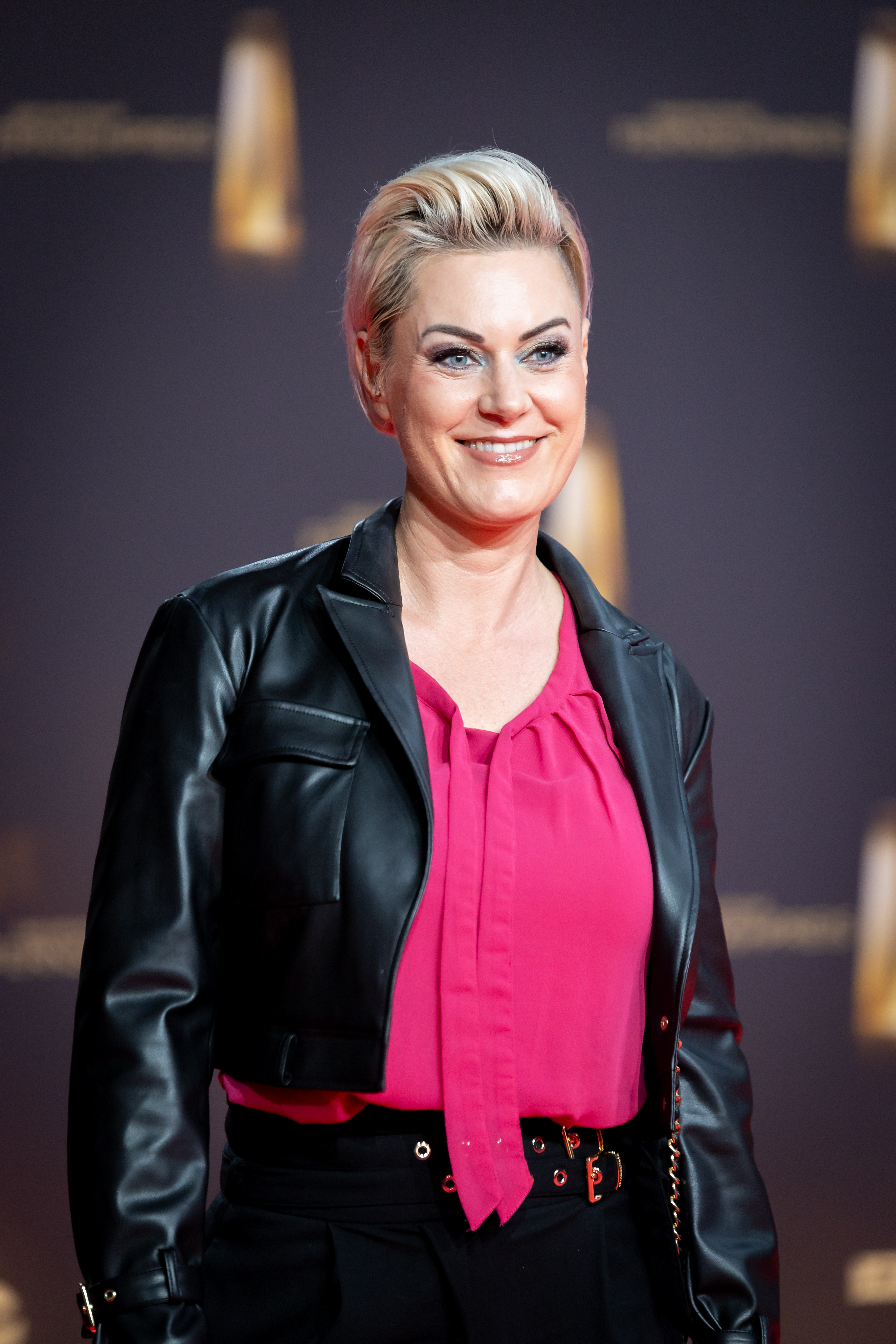
Carola Holzner (* 1982)

- Holzner, Christian (* 1970), deutscher Regisseur und Filmemacher
- Holzner, Didi (* 1954), deutscher Gitarrist
- Holzner, Felix (* 1985), deutscher Fußballspieler und -trainer
- Holzner, Gabriele (* 1960), deutsche Journalistin und Fernsehdirektorin des Hessischen Rundfunks
- Hölzner, Hanni (1913–1988), deutsche Schwimmerin
- Holzner, Hans-Otto (1906–1986), deutscher Verleger
- Holzner, Johann (* 1948), österreichischer Germanist
- Holzner, Martina (* 1976), deutsche Politikerin (SPD), MdL
- Holzner, Mathias (* 1965), deutscher Sportler
- Holzner, Natalie (* 1992), österreichische Musikerin, Sängerin und LiedautorinNatalie Holzner (* 1992)

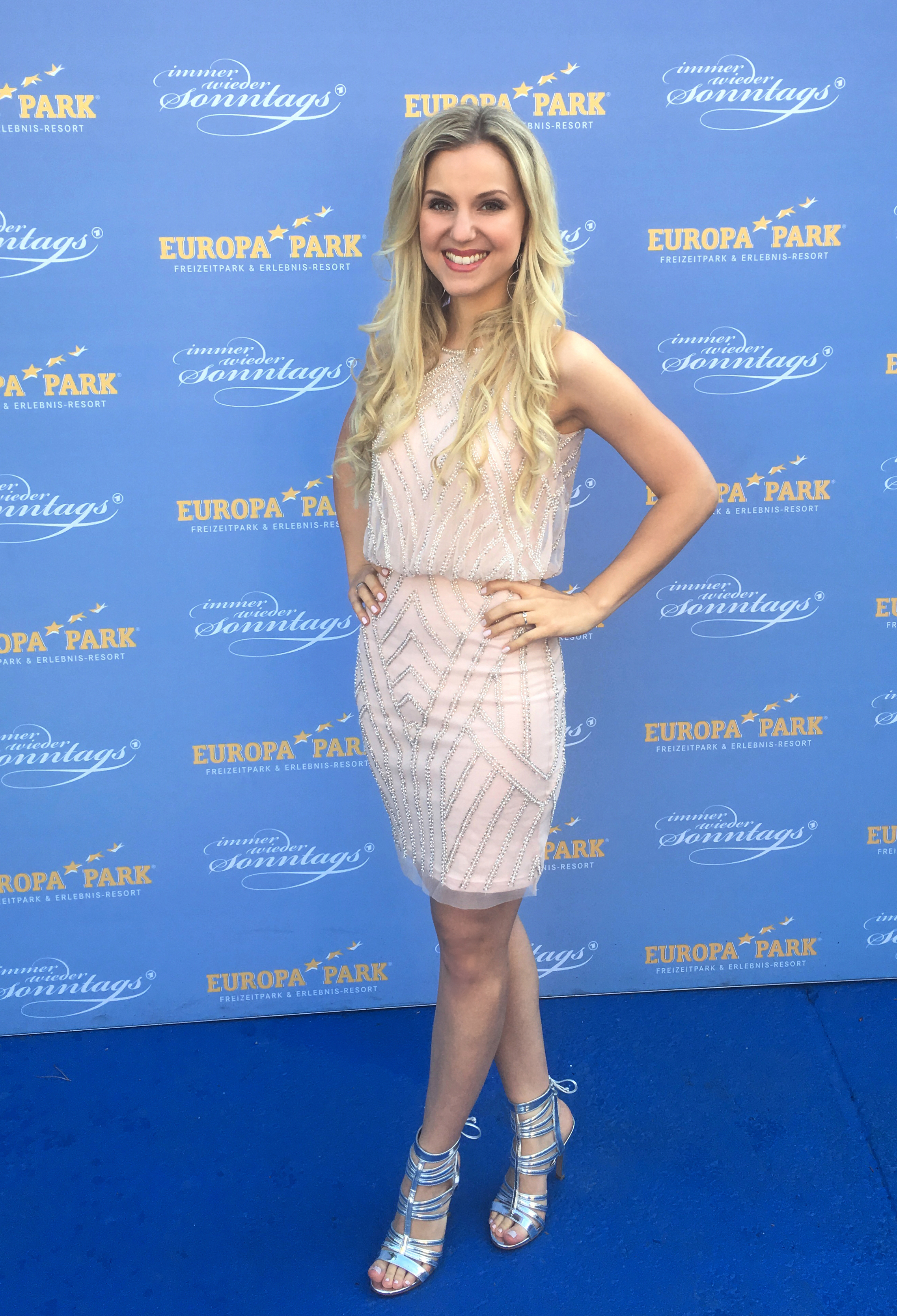
Natalie Holzner (* 1992)

- Holzner, Stefan (* 1968), deutscher Triathlet und Hotelier
- Holzner, Ulrike (* 1968), deutsche Bobfahrerin
- Holzner, Walter (1966–2007), österreichischer Behindertensportler und Sportschütze
- Holzner, Wolfgang (1942–2014), österreichischer Ökologe, Botaniker und Japanologe

### Holzr
- Holzrichter, Hermann (1910–1978), deutscher Unternehmer, stellvertretender Vorstand des Unternehmens Bayer AG und Mitglied des Aufsichtsrates

### Holzs
- Holzscheiter, Anna (* 1976), deutsche Politikwissenschaftlerin
- Holzschneider, Hubert (1849–1928), deutscher Arzt und Kommunalpolitiker
- Holzschuh, Else (1877–1966), deutsche Malerin
- Holzschuh, Lizzi (1908–1979), österreichische Filmschauspielerin
- Holzschuh, Rainer (1944–2021), deutscher Journalist
- Holzschuh, Ron (1969–2020), deutscher Schauspieler, Musiker, Tänzer und Choreograph
- Holzschuh, Rudolf (1865–1943), deutscher Landschaftsmaler
- Holzschuher von Harrlach, Gottfried Ernst Sigismund (1750–1816), preußischer Generalmajor
- Holzschuher, Berthold (1511–1582), deutscher Patrizier
- Holzschuher, Christoph Siegmund von (1729–1779), deutscher Patrizier, Waagamtmann und Historiker
- Holzschuher, Heinrich (1798–1847), deutscher Sozialpädagoge und Kirchenlieddichter
- Holzschuher, Hieronymus (1469–1529), Nürnberger PatrizierHieronymus Holzschuher (1469–1529)

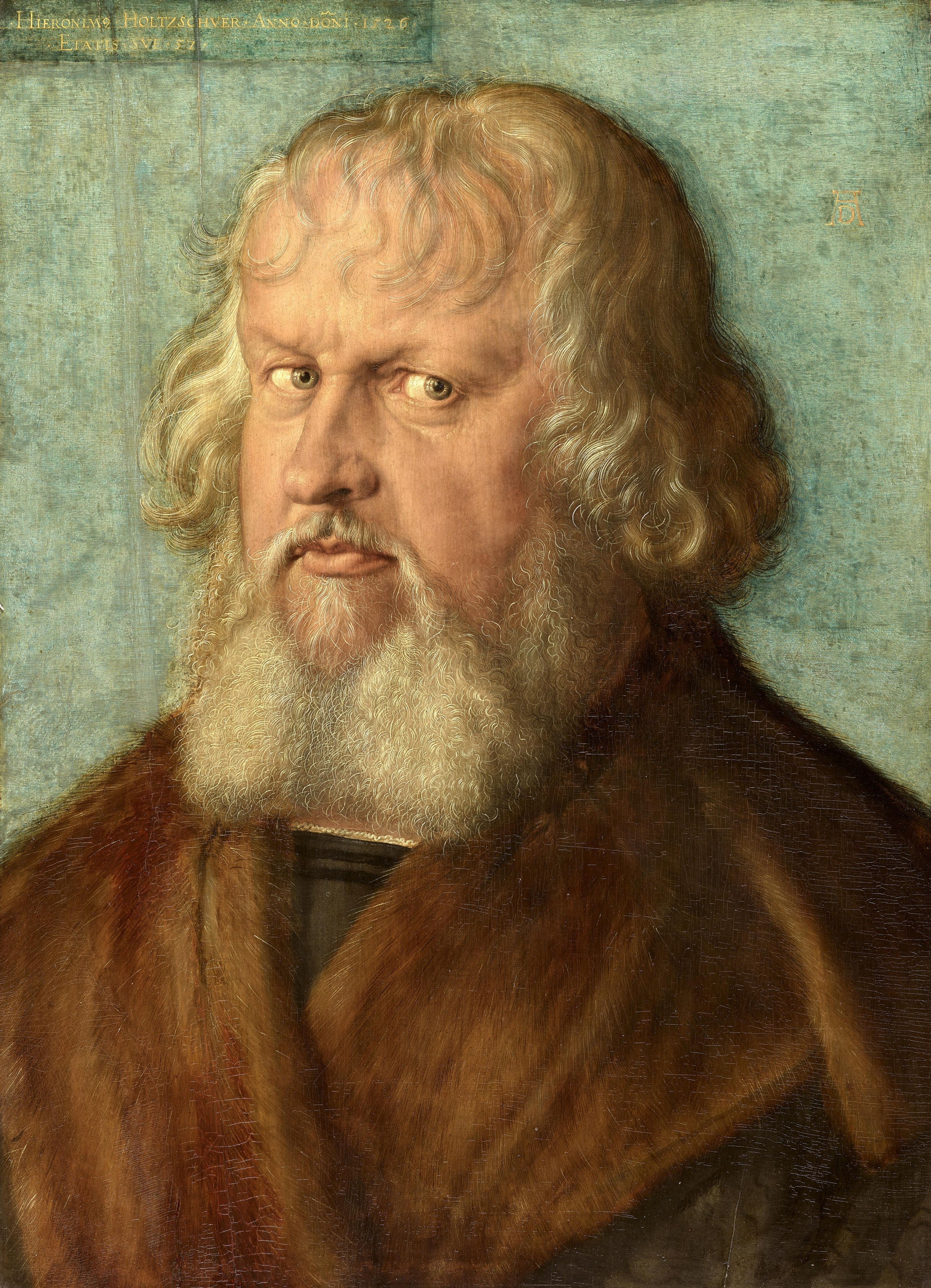
Hieronymus Holzschuher (1469–1529)

- Holzschuher, Kurt (1873–1945), deutscher Fabrikant und Politiker, MdL
- Holzschuher, Ralf (* 1963), deutscher Politiker (SPD), MdL
- Holzschuher, Rudolf Sigmund von (1777–1861), deutscher Jurist und Politiker
- Holzschuher, Wilhelm von (1893–1965), deutscher Gutsbesitzer und nationalsozialistischer Regierungspräsident
- Holzschuster, Monika (* 1955), österreichische Sprinterin

### Holzt
- Holzt, Alfred Udo (1859–1945), deutscher Ingenieur und Direktor eines Technikums
- Holztrattner, Johann (* 1945), österreichischer Politiker (SPÖ), Landtagspräsident in Salzburg
- Holztrattner, Magdalena (* 1975), österreichische Theologin, Religionspädagogin und Armutsforscherin

### Holzw
- Holzwarth, Alex (* 1968), deutscher Schlagzeuger
- Holzwarth, Franz Joseph (1826–1878), deutscher katholischer Geistlicher und Autor
- Holzwarth, Georg (1943–2024), deutscher Schriftsteller und Hörspielautor
- Holzwarth, Hans (1877–1953), deutscher Ingenieur und Gasturbinen-Erfinder
- Holzwarth, Hartmut (* 1969), deutscher Kommunalpolitiker (CDU)
- Holzwarth, Peter, deutscher Drehbuchautor und Schauspieler
- Holzwarth, Werner (* 1947), deutscher Kommunikationswissenschaftler, Professor der Visuellen Kommunikation
- Holzwarth, Wilhelm (1875–1941), deutscher Politiker (NSDAP)
- Holzweber, Franz (1904–1934), österreichischer Nationalsozialist und Putschist
- Holzweiler, Kevin (* 1994), deutscher Fußballspieler
- Holzweißig, Franz (1928–2018), deutscher Hochschullehrer, Professor für Technische Mechanik
- Holzweissig, Friedrich (1846–1922), deutscher evangelischer Theologe, Klassischer Philologe
- Holzweißig, Gunter (1939–2024), deutscher Zeithistoriker und Publizist
- Holzweissig, Louis (1840–1916), deutscher Unternehmer, Kommunalpolitiker und Freimaurer
- Holzwig, Adolf (1912–1957), deutscher Marinerichter
- Holzwurm, Abraham, Kartograf
- Holzwurm, Israel († 1617), Kartograf in Oberösterreich